# Chemin de Fer Touristique du Rhin

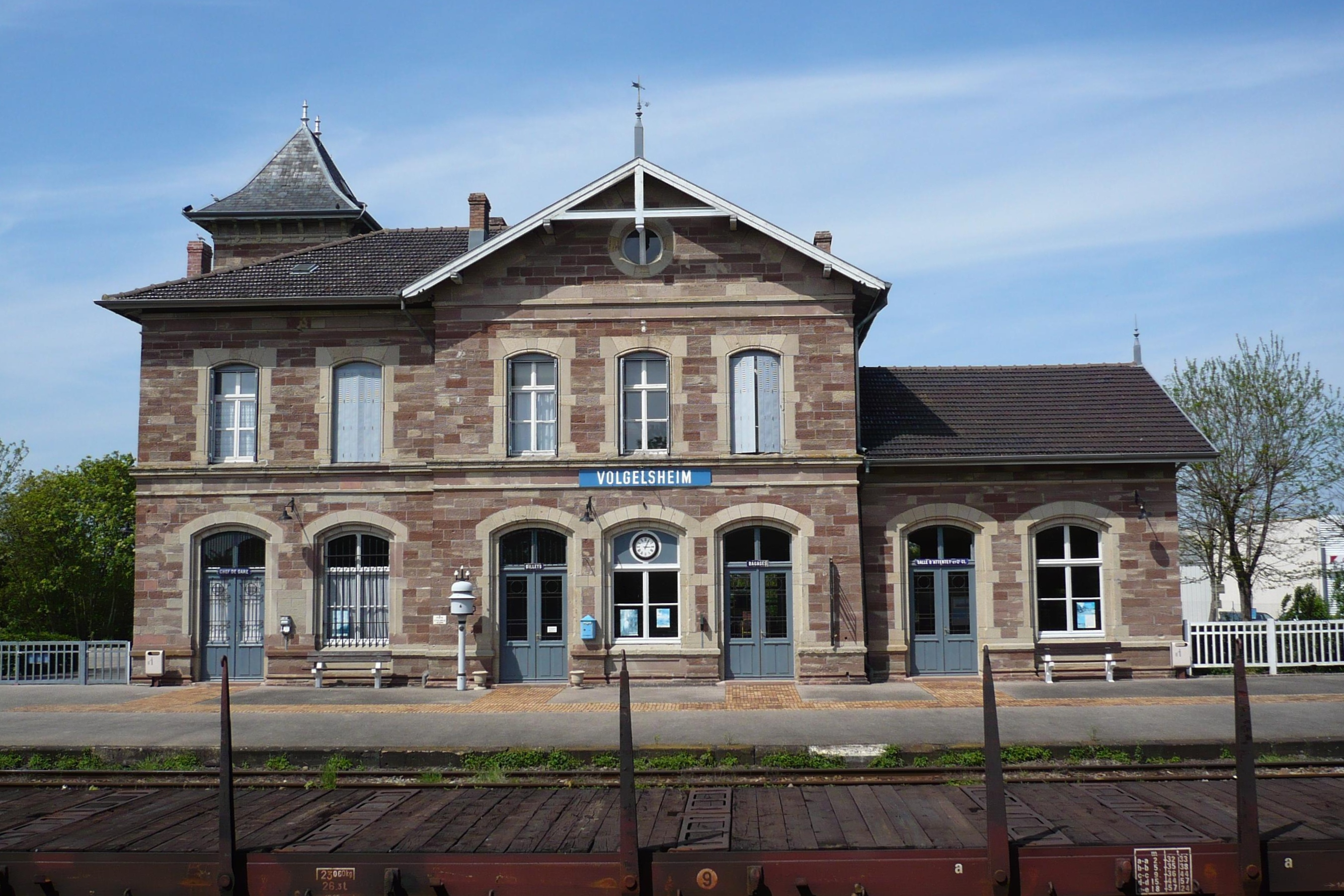
Das Empfangsgebäude des Bahnhofs Volgelsheim

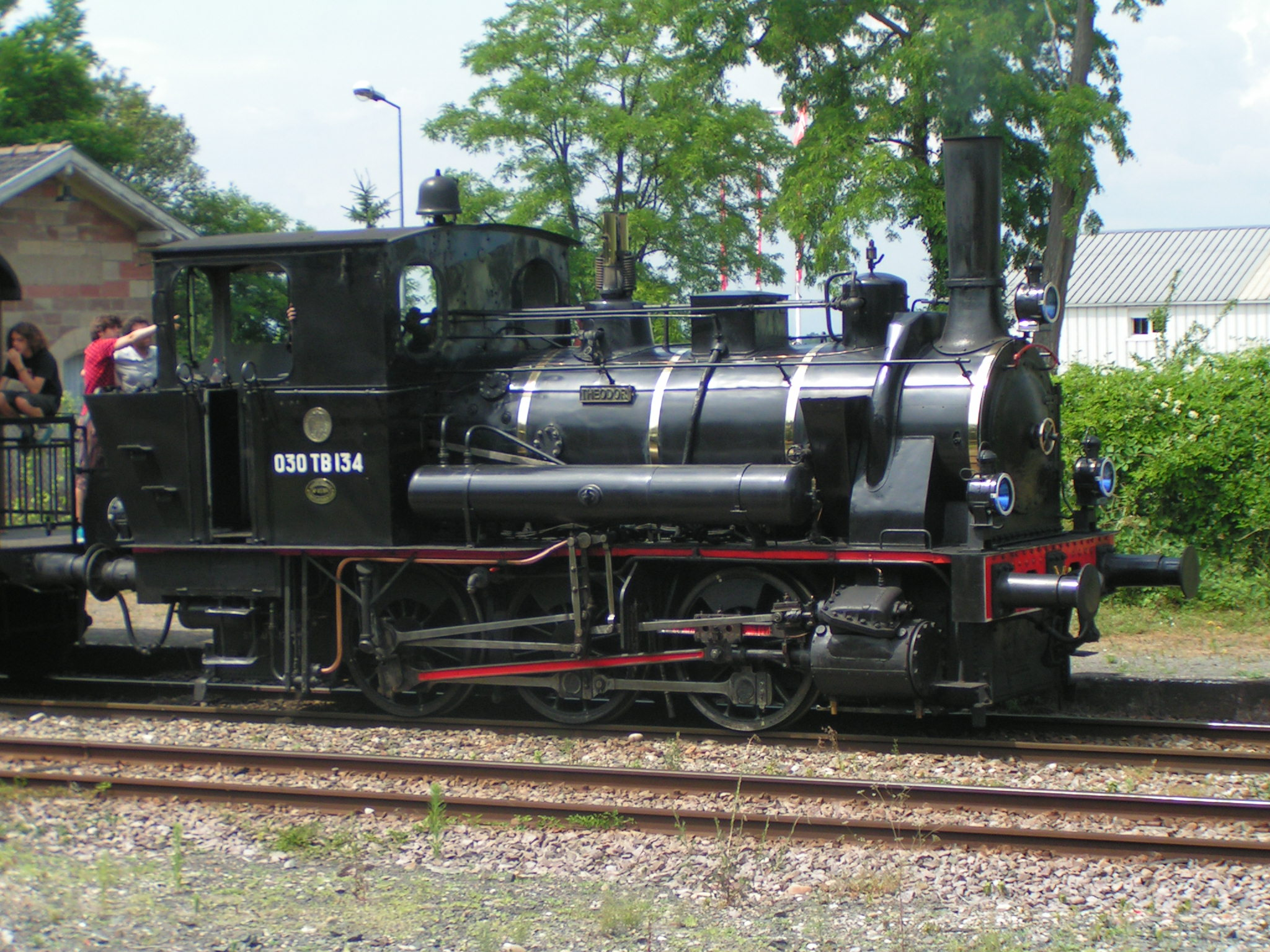
Lokomotive des CFTR

Der Chemin de Fer Touristique du Rhin (deutsch: Touristische Rheineisenbahn) ist ein gemeinnütziger Verein, der 1982 nach elsässischem Recht gegründet wurde und die Museumseisenbahnlinie „Ried-Express“ betreibt. Seinen Sitz hat der Verein im Bahnhof Volgelsheim.

## Streckenverlauf
Von Volgelsheim aus fährt der „Ried-Express“ zunächst in östlicher Richtung auf den Oberrhein zu und biegt dann, dem Rheinverlauf folgend, in Richtung Nordnordost ab. Dabei durchquert der Zug die namensgebende elsässische Ried-Landschaft westlich des Stroms. Nach 13 Kilometer erreicht die Museumseisenbahn Marckolsheim.

## Wartung und Geschichte
Ungefähr 30 Mitglieder sind angemeldet, davon sind etwa zehn aktiv. Während des ganzen Jahres warten sie am Wochenende die Lokomotiven und Wagen des Vereins. Im Sommer betreiben sie dann die Züge. Ziel des Vereins ist die Erhaltung von historischen Lokomotiven und Wagen. Bemerkenswerte Dampfmaschinen sind die zwei letzten elsässischen/preußischen Dampflokomotiven, die zu den Reichseisenbahnen in Elsaß-Lothringen gehört haben. Diese sind vom Typ Elsaß-Lothringische T 3 (französische Bezeichnung 030TB). Eine andere Touristenbahn in Luxemburg besitzt ein ähnliches Fahrzeug. Es handelt sich um den Verein „Train1900“, der in Fond-de-Gras zu finden ist. Nur diese drei Lokomotiven aus dem Reichsland Elsaß-Lothringen wurden vor der Verschrottung gerettet. Die Eisenbahngesellschaft Elsaß-Lothringen wurde zwischen 1871 und 1918 von Otto von Bismarck stark und kontinuierlich entwickelt, als das Elsass zum Deutschen Kaiserreich gehörte.
Der Bestand an Lokomotiven ist verschieden: insgesamt sind es sechs Dampflokomotiven (von den Herstellern Henschel, Decauville, Fives-Lille und Cockerill), mehrere kleinere Dieselrangierlokomotiven (unter anderem von Decauville, Deutz, dem Vereinigten Schienenfahrzeugbau DDR, Moyse, LLD usw.) und diesel-elektrische Lokomotiven wie zum Beispiel die A1A-A1A 62029 von Baldwin, die zu einer Reihe von 100 Lokomotiven gehört, die in den USA nach dem Zweiten Weltkrieg im Rahmen des „Lend-Lease“-Programms gebaut wurden. Die Lokomotive steht dem Verein seit 1983 zur Verfügung. 2014 wurde eine zweite Lokomotive amerikanischer Abstammung von einem Mitglied gerettet und zur Verfügung des Vereins stellt: es handelt sich um die GE4036 von General Electric, die 1944 im Auftrag des USA-Transportation Corp. gebaut wurde. Ihre Schwester, die GE4032, wurde ebenfalls gerettet aber 5 Jahre später, in Oktober 2019.

## Betriebstage
Betriebstage sind von Anfang Mai bis Ende September, von Mai bis Juli an Sonn- und Feiertagen. Im August und September wird zusätzlich samstags gefahren. Es besteht die Möglichkeit, die Zugfahrt mit einer Schifffahrt auf dem Rhein zu kombinieren. Diese wird von einer deutschen Gesellschaft, der BFS, die in Breisach am Rhein ansässig ist, angeboten.